# Krajobraz geohistoryczny
Krajobraz geohistoryczny – skonkretyzowanie środowiska geograficznego, przedmiot badań geografii historycznej. Składają się na niego krajobraz naturalny, krajobraz kulturalny (zmieniony działalnością człowieka) i krajobraz historyczno-polityczny.